# Eloria fumicosta
Eloria fumicosta är en fjärilsart som beskrevs av Collenette 1950. Eloria fumicosta ingår i släktet Eloria och familjen tofsspinnare. Inga underarter finns listade i Catalogue of Life.